# NGC 1594
NGC 1594 é uma galáxia espiral barrada (SBbc) localizada na direcção da constelação de Eridanus. Possui uma declinação de -05° 47' 52" e uma ascensão recta de 4 horas, 30 minutos e 51,5 segundos.
A galáxia NGC 1594 foi descoberta em 22 de Outubro de 1886 por Lewis A. Swift.